# ألان جيرالدو دي ميلو سانتوس
ألان جيرالدو دي ميلو سانتوس هو لاعب كرة قدم برازيلي في مركز الهجوم، ولد في 16 أبريل 1983 في ديامانتينا في البرازيل. لعب مع نادي تورينو ونادي ريو برانكو.